# Лешек Балцерович
Лѐшек Хѐнрик Балцеро̀вич (на полски: Leszek Henryk Balcerowicz) е полски икономист и политик от партията Съюз на свободата, вицепремиер и финансов министър през 1989 – 1991 и 1997 – 2000 г.

## Биография

### Ранни години и образование
Роден е на 19 януари 1947 г. в град Липно, в семейството на Барбара (с моминско име Шчап) и Вацлав Балцерович. Име две сестри – Ева и Кристина. През 1949 г. родителите му се преместват в Торун, където Лешек израства. Учи във Втора общообразователна гимназия. След завършване на средно образование през 1965 г. се записва във Факултета по международна търговия на Висшето училище по планиране и статистика (ВУПС) във Варшава. През 1969 г. става член на Полската обединена работническа партия (ПОРП). На следващата година защитава дипломната си работа, след което е назначен за асистент в Катедрата по международни отношения.  През 1974 г. защитава магистратура в Университета „Сейнт Джон“ в Ню Йорк, а през 1975 г.— докторат във ВУПС.

### Научна и политическа дейност
След основаването на профсъюза Солидарност през 1980 г. Балцерович става един от неговите икономически експерти и след обявяването на военното положение през 1981 г. е изключен от Полската обединена работническа партия, в която членува от 1969 г.
Като един от водещите икономисти на Солидарност, през 1989 – 1991 г. Балцерович е вицепремиер и министър на финансите в правителствата на Тадеуш Мазовецки и Ян Кшищоф Белецки. На този пост той провежда Плана „Балцерович“, който довежда до бърза финансова стабилизация и поставя началото на период на непрекъснат икономически растеж в страната, който към 2011 г. продължава без прекъсване.
През 1995 година Лешек Балцерович оглавява либералната партия Съюз на свободата. През 1997 – 2000 г. той отново става вицепремиер и финансов министър в правителството на Йежи Бузек. В края на 2000 г. се оттегля от политическите постове и от началото на следващата година до 2007 г. оглавява Полската национална банка.